# Metanofuran
Metanofurani su familija hemijskih jedinjenja prisutinih u metanogenim arhejama. Ovi molekuli sadrže 2-aminometilfuran vezan za fenoksi grupu. Najmanje tri različite krajnje grupe su poznate: R = trikarboksiheptanoil (metanofuran), glutamil-glutamil (metanofuran b), trikarboksi-2-hidroksiheptanoil (metanofuran c).

## MFR formilacija
Metanofuran se konvertuje do formilmetanofurana u ranom stupnju metanogeneze. Enzim formilmetanofuran dehidrogenaza formiluje metanofuran koristeći, primarni C1 izvor u metanogenezi.

## MFR deformilacija
Enzim formilmetanofuran:tetrahidrometanopterin formiltransferaza katalizuje transfer formil grupe sa formilmetanofurana na N5 tetrahidrometanopterina,. Ovaj enzim je kristalisovan. On ne sadrži prostetičku grupu.